# Black Alice
Black Alice, il cui vero nome è Lori Zechlin, è un personaggio immaginario DC Comics introdotta per la prima volta in Birds of Prey n. 76 (gennaio 2005). Utilizzò i suoi poteri magici per sgominare i trafficanti di droga nella sua città, Dayton in Ohio.

## Biografia del personaggio

### Origini
Lori Zechlin è un'adolescente che vive con suo padre John e sua madre. Né Lori né suo padre sono a conoscenza del fatto che la signora Zechlin sia assuefatta ai farmaci da prescrizione, che lei acquista dagli spacciatori locali. Un giorno, sopraffatta dalla vergogna, la signora Zechlin si suicidò prendendo una dose massiccia di farmaci e annegandosi nella loro piscina. Lori scoprì il corpo quando tornò a casa da scuola. Scoprì anche, quella stessa notte, che aveva l'abilità mistica di “prendere in prestito” i poteri magici di altri super eroi o super criminali. Lori non aveva lo stesso controllo su questi poteri quanto ne avevano i loro padroni, né quando li prendeva, né quanto poteva tenerli. Nonostante ciò, Lori (ora sotto il nome di Black Alice) formulò un piano per vendicare la morte di sua madre e punire i trafficanti.
Il padre di Lori, in pezzi e diretto verso la depressione, divenne un recluso, anche se cercò di fingere per il bene di Lori che fosse tutto a posto. La morte della signora Zechlin afflisse anche Lori, ma essendosi accorta del cambiamento in suo padre decise di assegnarsi il ruolo di badante. I suoi voti cominciarono a peggiorare, e cominciò ad alienarsi dai suoi coetanei. Il suo gruppo sociale primario, un circolo Wicca, la espulse, affermando che stava emettendo “energia nera” dopo la morte di sua madre (in realtà, la leader del circolo, la migliore amica di Lori, Dawn, era gelosa dei veri e crescenti poteri di Lori).
Avendo di recente lasciato Gotham City dopo la distruzione del quartier generale nella torre dell'orologio, la squadra di eroine Birds of Prey viaggiava intorno al paese su un jet al fine di identificare e aiutare metaumani precedentemente sconosciuti. Oracolo scoprì i poteri di Lori, ma non le abilità specifiche. Inviò la Cacciatrice, mascherata da insegnante di scuola, a tenere un occhio su Lori e a offrirle consiglio, mentre a Black Canary fu assegnata la sorveglianza continua sulle attività della giovane, per determinare la natura specifica e la forza dei suoi poteri.
Lori lasciò improvvisamente il suo ragazzo, Kyle, quando lei manifestò i poteri di Dottor Fate, e cercò un trio di trafficanti di droga sospetti. Prima che Lori potesse usare la forza letale, intervenne Black Canary. I poteri di Dottor Fate svanirono, e Lori fuggì da lì, inseguita da Black Canary. All'improvviso manifestò i poteri di Zatanna, legò e imbavagliò Black Canary e scappò.
Black Canary e la Cacciatrice si unirono per seguire Kyle nella speranza di ritrovare Lori, e invece scoprirono che Kyle stava tradendo Lori con Dawn. Lori scoprì lo stesso poco dopo e si preparò a distruggere un centro commerciale (ora manifestando i poteri di Black Adam) nello sforzo di vendicarsi di Kyle. Black Canary fu in grado di abbatterla in uno scontro uno contro uno, ma la Cacciatrice mise fine alla rabbia di Lori presentandole Dawn, ora pentita. Oracolo mise Lori alle cure del vero Dottor Fate, dove ricevette una guida nell'uso dei suoi poteri.

### Il Giorno della Vendetta
Black Alice fece la sua seconda comparsa nella miniserie Il Giorno della Vendetta. Gli Shadowpact chiesero il suo aiuto nello scontro con lo Spettro ed Eclipso. Nonostante l'obiezione di suo padre, lei si unì alla squadra. Anche mettendocela tutta, non fece altro che rallentare lo Spettro riuscendo temporaneamente ad assorbirne i poteri. Dato che ora era senza ospite, quest’azione rese lo Spettro un fantasma intangibile, immune ad ogni attacco. Avendo visto sia la morte del Mago Shazam che la distruzione della Roccia dell'Eternità per mano dello Spettro, Black Alice declinò l'offerta di unirsi agli Shadowpact, scegliendo di tornare da suo padre nella sua città.
Più avanti, in Villains United: Infinite Crisis Special, aiutò a combattere l'evasione globale orchestrata da Alexander Luthor Jr..

### La Società
Lori fu avvicinata da Talia al Ghul, Felix Faust e Cheetah. Cercarono di convincerla a fare parte della Società, offrendole sia addestramento che la resurrezione di sua madre. Quindi intervennero le Birds of Prey. Black Alice, frustrata e arrabbiata (tanto che quasi impiccò Black Canary con il lazo dorato di Wonder Woman) teletrasportò tutti fuori Dayton e affermò che voleva solo essere lasciata in pace. Ritornò a casa dai suoi genitori, sua madre apparentemente pienamente resuscitata, ma vivente in un continuo stato di shock (parlando a malapena e facendo i lavori di casa meccanicamente).
La vita di Lori continuò in discesa, suo padre divenne un alcolizzato a causa delle condizioni della moglie, e i ragazzi e le ragazze più popolari della scuola la bullizzavano. Lori convocò l'elmetto viaggiante di Dottor Fate cercando di domarne il potere. Quando l'elmetto cominciò a punire chiunque le facesse del male, anche le persone care, Lori realizzò che non necessitava di più potere per ottenere la felicità e liberò l'elmetto, passando più tempo a riabilitare suo padre. La sua comprensione, tuttavia, ebbe breve durata, in quanto la sua vita difficile ebbe infine ebbe un prezzo sulla sua sanità mentale. Quando Oracolo la chiamò per aiutare di nuovo le Birds of Prey, Black Alice sembrò perdonarle e le aiutò. Però, alla fine scoppiò quando Oracolo rivelò che il suo cambio di umore era un effetto collaterale degli antidepressivi che assumeva per frenarsi, e che Lori stava percorrendo la stessa strada di sua madre diventando una tossica.
La sua assuefazione agli antidepressivi la salvò quando fu rapita dagli scagnozzi di Darkseid e portata al Dark Side Club. Le fu iniettata una potente sostanza per la soppressione della volontà e fu contrapposta ad altri adolescenti metaumani, e scoprì che la droga da lei assunta entrava in contrasto con quella iniettata da Darkseid. Trovando tra i rapiti anche Misfit, sotto lavaggio del cervello e del tutto vulnerabile, prese temporaneamente in considerazione l'idea di rubare e sue abilità teleportanti e fuggire da sola. Dopo aver scoperto negli archivi di Darkseid che sarebbe potuta essere una parente sanguigna di Misfit, cambiò idea e aiutò anche lei a scappare. Lori le lasciò una lettera, spiegando la sua scoperta, ma affermando che la faida con la giovane teleporta non era al termine.
Poche settimane più tardi, con l'inizio di un nuovo anno scolastico, Lori portò la rivalità ad un altro livello. Trasferendosi alla Platinum Heights High School, venne a sapere che anche Misfit studiava lì, costretta dall'Oracolo a frequentare la scuola. Mentre Misfit aveva difficoltà ad adattarsi, lo stile di vita “esotico” di Lori, percepito come ribelle e indipendente, ottenne l'accettazione immediata e l'adorazione dell'elite di Silicon Valley.
Diversi fumetto, inclusi Birds of Prey e Il Giorno della Vendetta, affermarono che Black Alice è potenzialmente l'adolescente più potente (e pericolosa) sul pianeta.

### Reign In Hell
Nella storia Reign In Hell, lo Straniero Fantasma si riferì a Black Alice chiamandola sia “una novizia” che “l’Abominevole Black Alice”. Mentre si trovava all'Inferno, sembrò che Black Alice si alleò con Danny Khalifa, l'ultima incarnazione di Ibis l’Invincibile, solo per tradirlo immediatamente, apparentemente rivelandosi leale a Neron nella guerra per il controllo dell'Inferno. In realtà, Black Alice era lì per trovare l'ultima porzione rubata dei suoi poteri, ritrovare il frammento perduto, e vendicarsi su chiunque l'abbia rubato. Black Alice incorse nell'ira di Lobo quando gli rubò parte del potere per rintracciare il comandante dell'Inferno. Dopo l'infruttuoso tentativo di Lori di rubare il potere di Satanus e permettere a Blaze di ottenere il controllo individuale dell'Inferno, Lori tornò sulla Terra, emotivamente sfregiata da qualunque cosa abbia visto nella mente di Satanus.

### I Segreti Sei e La Notte Più Profonda
Black Alice ricomparve seguendo Deadshot e Catman che erano stati assunti per catturare un pedofilo e portarlo al padre di una delle sue vittime. Black Alice li confrontò entrambi chiedendo quanto sarebbero stati pagati. Dopo che si scontrò con alcuni poliziotti, come una sorta di prova, vincendo velocemente rubando i poteri di numerosi utilizzatori magici, i due la accettarono quando questa rivelò che suo padre era malato e che aveva bisogno di soldi. Catman era dubbioso in quanto Alice non era disturbata dalle cose cui loro invece erano, e quanto facilmente era propensa alla violenza..
Durante la prima missione ufficiale di Alice (che ebbe luogo durante “La Notte Più Profonda”), la squadra fu assunta per liberare un signore della droga da Belle Reve. Nonostante fosse infuriata all'idea di aiutare un trafficante, Alice partecipò all'attacco alla prigione, usando i poteri di Giganta per distrarre le guardie mentre i suoi colleghi si intrufolavano all'interno. Si scoprì che l'intera missione era un piano messo su dalla Suicide Squad al fine di arrestare i Sei. Alice rubò i poteri del membro della Suicide Squad Nightshade e sconfisse sia lei che il Conte Vertigo. Come Alice disse alla vittoria, un gruppo di Lanterne Nere attaccò lei e gli altri Sei. Lei temette che inibissero il suo controllo sui poteri rubati finché la minaccia di Bane la costrinse a teletrasportare i Sei, Rick Flag e Bronze Tiger alla Casa dei Segreti. Sfortunatamente, portò con loro le Lanterne Nere e si rifiutò di restituire il potere a Nightshade così che potesse teletrasportare Amanda Waller in un luogo dove avrebbe potuto trovare aiuto. La Waller la colpì rendendola inconscia, e Nightshade la portò via per ritornare poco dopo con un androide Manhunter contenente l'energia delle Lanterne Verdi di cui avevano bisogno per distruggere le Lanterne Nere. Alice rimase con i Sei mentre la Squad se ne andò.
Qualche tempo dopo, Alice andò con Deadshot, Scandal e Rag Doll a cercare di aiutare Catman a ritrovare suo figlio neonato rapito, e probabilmente assassinato. Tuttavia, tutti e quattro trovarono una scia di cadaveri che Catman si lasciò alle spalle, la vista dei quali portò Alice alle lacrime. Usando le abilità di Dottor Occult per localizzare e trasportare i quattro in Sud Africa, Alice reagì improvvisamente in modo ostile verso Scandal. Credette erroneamente che Scandal andasse dietro a Rag Doll, che lei chiamava “il suo ragazzo” (mentre Rag Doll non corrispondeva gli stessi sentimenti, si preoccupava di Alice), nonostante il fatto che Scandal fosse lesbica. Alice chiamò a sé i poteri di Etrigan, tramutandosi in Estrogan, e si batté con Scandal. Quindi ritornò normale e in lacrime chiese perdono. Alice spiegò che cercò di curare l'asma del padre usando le abilità curative di Raven, ma che era incerta di come usarli in modo appropriato, credendo di avergli donato il cancro per errore.
Nel maggio 2010, Alice cominciò a comparire nel fumetto di rinforzo della serie Teen Titans, insieme a Zachary Zatara e Traci Thirteen. Dopo di ciò, Black Alice comparve insieme alle sue compagne eroine adolescenti Batgirl, Supergirl, Miss Martian, Fulmine, Cyclone, Stargirl, Ravager, Misfit e Terra come parte di un gruppo tutto al femminile di eroine messe insieme per combattere l'armata di sirene robot del Professor Ivo.

## Poteri e abilità
Black Alice possiede l'abilità di prendere temporaneamente in prestito i poteri magici di chiunque, anche qualcuno potente come lo Spettro, ottenendo tutte le abilità e i poteri e lasciando chi li ha prestati completamente senza poteri. Il limite della distanza in cui può rubare i poteri altrui è ignoto, ma potenzialmente senza limiti in quanto prese in prestito le abilità di Alan Scott durante una rivolta in prigione mentre era nello spazio. Rubò anche i poteri di Dark Orko nel crossover Masters of the Universe vs Justice League, una cosa davvero impressionante in quanto Orko si trovava in quel momento in un'altra dimensione.
Quando ruba i poteri, i suoi abiti si trasformano parzialmente e in qualche modo somigliano a quelli del suo obiettivo. In Birds of Prey n. 118, rubò un po’ della magia di Etrigan il Demone, inclusa la pulsione a parlare in rima. Sembrò anche in grado di rubare i poteri di due persone contemporaneamente. Nella miniserie L’Elmo di Fate, prese i poteri di due eroi a sua scelta e trasudò abilità magiche personali, probabilmente indicando un crescente livello di controllo sui propri poteri. Durante la serie Reign In Hell, perse molto del suo potere, e alla fine, rimase un relitto avvizzito della maga che era, traumatizzata dalla sua esperienza all'Inferno, anche se le storie successive non mostrarono un suo significante trauma.
Finora rubò i poteri ai seguenti:
- Orko
- Dottor Fate
- Zatanna
- un membro della Famiglia Marvel
- Lo Spettro[10]
- Wonder Girl o Wonder Woman
- Felix Faust
- John Constantine
- Misfit
- Raven
- Giganta
- Alan Scott
- Etrigan
- Straniero Fantasma[6]
- Blue Devil[6]
- Johnny Thunderbolt[6]
- Jeannette[6]
- Nightshade[11]

Nei Segreti Sei, minacciò di usare i poteri dello Spettro nel quartier generale della Lega delle Ombre contro Lady Shiva.

## Altre versioni

### DC Super Friends
Nell'episodio “Head of the Class” del fumetto DC Super Friends, Black Alice è membro della classe di aspiranti adolescenti super criminali studenti del Preside Mind. Qui, il suo potere e di imitare i poteri magici degli altri piuttosto che rubarli. In una battaglia con i Super Amici, fu in grado di imitare i poteri di Wonder Woman e catturarli con una copia del Lazo della Verità. Dopo che Mindgrabber Kid decise di fare la cosa giusta, Black Alice decise di seguirlo, e i due aiutarono i Super Amici a sconfiggere e catturare gli altri criminali. Come ringraziamento, i Super Amici decisero di non arrestare i due. Black Alice disse che sarebbe ritornata alla scuola normale e che da grande sarebbe diventata una super eroina.